# District du Nord-Est
Le district du Nord-Est est un district du Botswana, situé dans la partie nord-est du pays. Sa capitale est Francistown, la deuxième plus grande ville du Botswana. Le district est connu pour sa diversité culturelle, sa population majoritairement Kalanga, et ses importantes activités économiques et administratives.

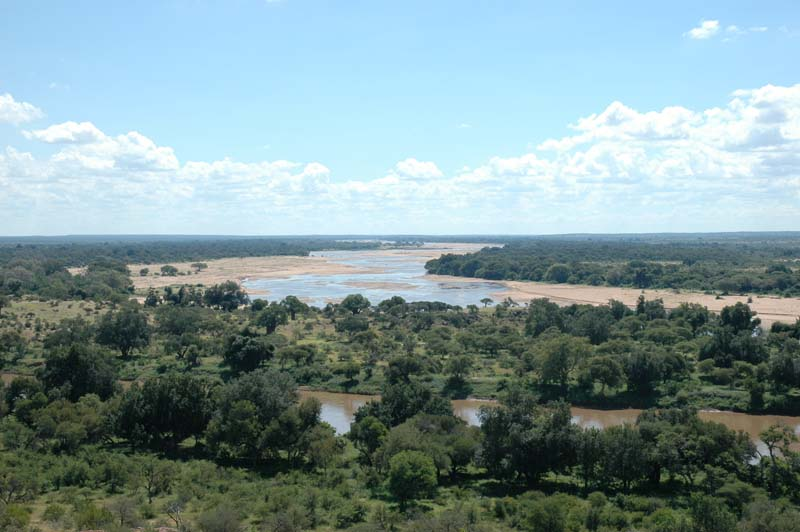
Centre de la rivière Shashe

## Sous-districts
La capitale du district Nord-Est du Botswana est Masunga. Située dans le nord-est du pays, Masunga est le centre administratif du district
Le district Nord-Est du Botswana est l'un des districts administratifs et ses sous-districts comprennent :
- Francistown : La capitale et la plus grande ville du district. Centre commercial et industriel majeur du Botswana.
- Masunga : Chef-lieu administratif du district, siège de plusieurs bureaux gouvernementaux et centres administratifs.

## Géographie
Le district du Nord-Est est situé dans la partie nord-est du Botswana, à la frontière avec le Zimbabwe. Le fleuve Ramokgwebana forme une partie de la frontière orientale du district avec la province du Matabeleland Sud au Zimbabwe, tandis que le fleuve Shashe marque une partie de la frontière sud et ouest avec le district Central.

## Population
En 2013, le district du Nord-Est avait une population estimée à 167 500 personnes . Selon le recensement de 2011, la population était de 60 264 personnes, en hausse par rapport à 49 399 en 2001. La croissance démographique durant cette décennie a été de 2,01 % par an .

## Groupes Ethniques
Le district est principalement habité par les BaKalanga, un groupe ethnique parlant la langue Kalanga. Les BaKalanga sont un des groupes ethniques les plus anciens de la région et leur culture et langue sont prédominantes dans la région

## Administration
Le district du Nord-Est est administré par une administration de district et un conseil de district. Ces entités sont responsables de la gestion locale, incluant les services communautaires, les infrastructures locales et le développement rural